# 누마사와촌
누마사와촌(沼沢村)은 후쿠시마현 오누마군에 있던 촌이다. 1955년 3월 31일 누마사와촌 등 4개 촌이 합병하여 가네야마정이 신설되고 폐지되었다. 가네야마정 북동부가 누마사와촌이 있던 곳이다.

## 역사
- 1889년 4월 1일 - 정촌제 시행에 의해 6촌의 구역을 가지고 성립하였다.
- 1950년 12월 12일 - 일본발전의 발전소 건설현장에서 케이블카의 강삭이 끊어져서 곤돌라가 추락해. 사망자 15명, 중경상자 6명
- 1955년 3월 31일 - 누마사와촌 및 가와구치촌, 혼나촌, 요코타촌 등 4개 촌이 합병하여 가네야마촌이 신설되고, 누마사와촌 등은 폐지되었다.

## 교통

### 철도노선
누마사와촌 촌역이었던 곳에 다다미선의 아이즈미즈누마역, 아이즈나카가와역이 소재하지만, 누마사와촌이었던 당시에는 미개업 상태였다.(합병 후인 1965년 개업)

### 도로
- 국도 252호선

## 참고 문헌
- 角川日本地名大辞典 7 福島県